# Fehér juhászkutya
A fehér juhászkutya a német juhászkutya egy variációja, amelyet az Amerikai Egyesült Államokban tenyésztenek. Habár fehér szőrű német juhászok már 1882-ben ismertek voltak Európában, 1933-ban a fajta standardját megváltoztatták annak szülőhazájában, Németországban, és megtiltották a fehér szőrű kutyák regisztrációját német juhászként.
Az Egyesült Államokban és Kanadában ez a szín viszont rajongókat gyűjtött, és 1969-ben tenyésztő klubot alapítottak csak a fehér szőrű német juhászoknak, és ezt a variánst fehér juhásznak nevezték el. Ezt a változatot mint egy különálló fajtát ismeri el az amerikai Egyesült Kennel Klub (United Kennel Club).

## Fordítás
Ez a szócikk részben vagy egészben  a   White Shepherd című angol Wikipédia-szócikk ezen változatának fordításán alapul.  Az eredeti cikk szerkesztőit annak laptörténete sorolja fel. Ez a jelzés csupán a megfogalmazás eredetét és a szerzői jogokat jelzi, nem szolgál a cikkben szereplő információk forrásmegjelöléseként.